# LaMoure
LaMoure település az Amerikai Egyesült Államok Észak-Dakota államában, LaMoure megyében, melynek megyeszékhelye is. Lakosainak száma 764 fő (2020. április 1.).

## Népesség
A település népességének változása:

| 2010 | 889 |
| 2020 | 764 |